# بریش
بریش (به عربی: بریش) یک شهرداری در الجزایر است که در استان ام‌البواقی واقع شده‌است. بریش ۱۶٬۲۷۴ نفر جمعیت دارد.